# Antonín Tenzer
Antonín Tenzer (22. prosince 1908 Kašperské Hory – 12. října 2002 Valašské Meziříčí) byl český architekt, představitel vrcholného funkcionalismu. Byl členem a funkcionářem SVU Mánes.

## Studia
Nejprve vystudoval dřevařskou školu pod vedením Josefa Místeckého. Architekturu studoval na pražské Uměleckoprůmyslové škole pod vedením Pavla Janáka. Zároveň pracoval v ateliéru Jaromíra Krejcara.

## Dílo
- Projekt Nových Lidic
- Sanatorium ve Vráži u Písku – 1934–35
- Zdravotnické středisko v Praze-Vysočanech – 1952
- Dětská nemocnice v Praze-Motole – 1959–1978
- Terasové domy v Praze-Libni – 1975
- Hotel Jalta v Praze (Václavské náměstí) – 1957
- Sanatorium Běhounek v Jáchymově – 1975
- Spořitelna ve Vsetíně
- Vila v Praze-Strašnicích – 1978